# Introducing Nat Adderley
Introducing Nat Adderley è il secondo album in studio di Nat Adderley, pubblicato dalla Wing Records (ed anche dalla EmArcy Records, MG 36091) nel 1955.

## Tracce
Brani composti da Nat Adderley e Julian Adderley, eccetto dove indicato
Lato A
1. Watermelon – 2:44
2. Little Joanie Walks – 4:01
3. Two Brothers – 3:29
4. I Should Care – 4:25 (Sammy Cahn, Axel Stordahl, Paul Weston)
5. Crazy Baby – 5:59

Durata totale: 20:38
Lato B
1. New Arrivals – 6:38
2. Sun Dance – 3:48
3. Fort Lauderdale – 3:18
4. Friday Nite – 3:11
5. Blues for Bohemia – 5:21

Durata totale: 22:16

## Musicisti
- Nat Adderley - cornetta
- Julian Cannonball Adderley - sassofono alto
- Horace Silver - pianoforte
- Paul Chambers - contrabbasso
- Roy Haynes - batteria